# Heiligengrabe
Heiligengrabe est une commune allemande de l'arrondissement de Prignitz-de-l'Est-Ruppin dans le Brandebourg. Elle comprend une quinzaine de villages et une dizaine de localités rurales.

## Culture locale et patrimoine

### Édifices religieux
- Abbaye : ancienne abbaye cistercienne du XIIIe siècle

L'abbaye
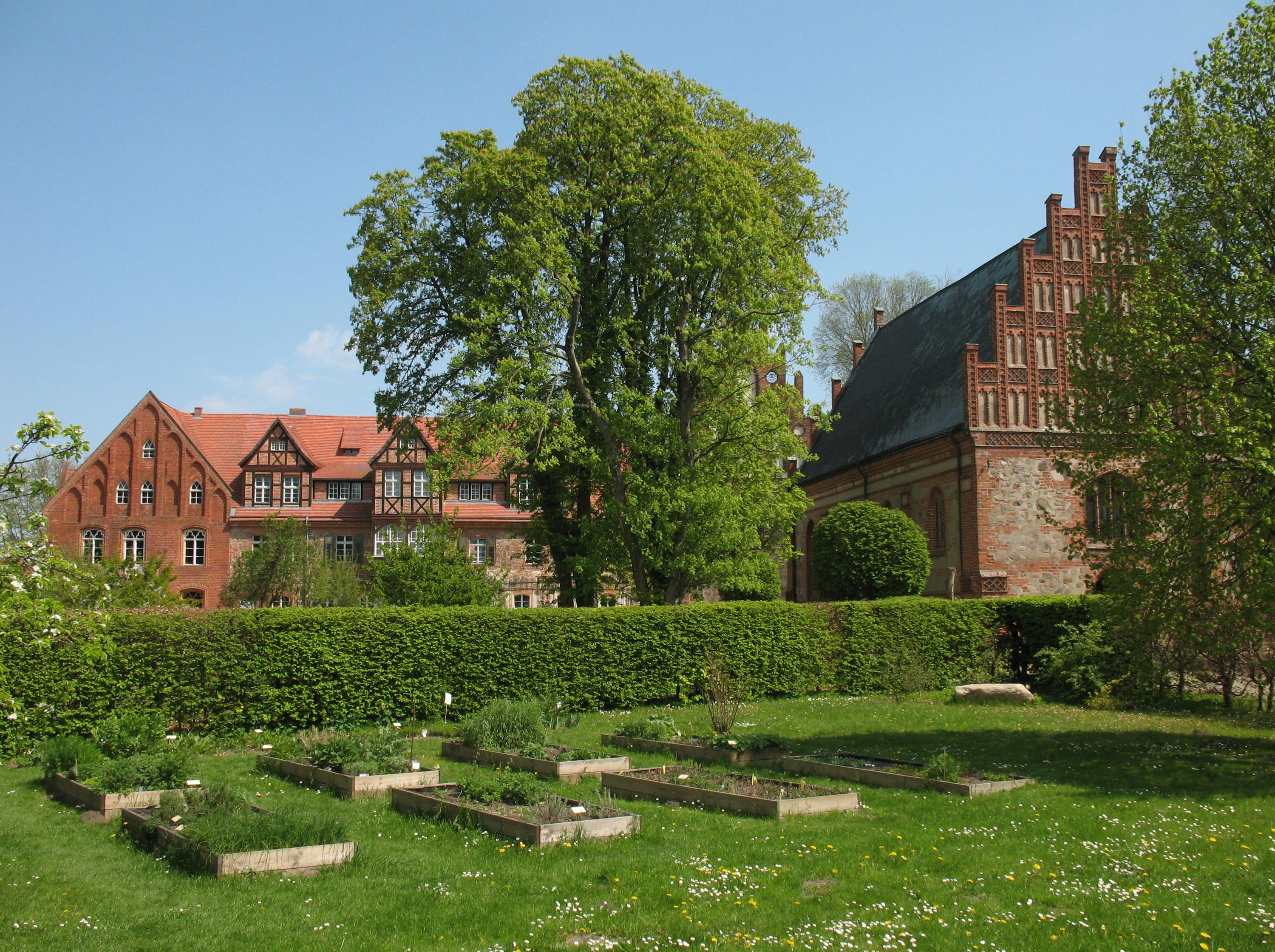
Vue du jardin
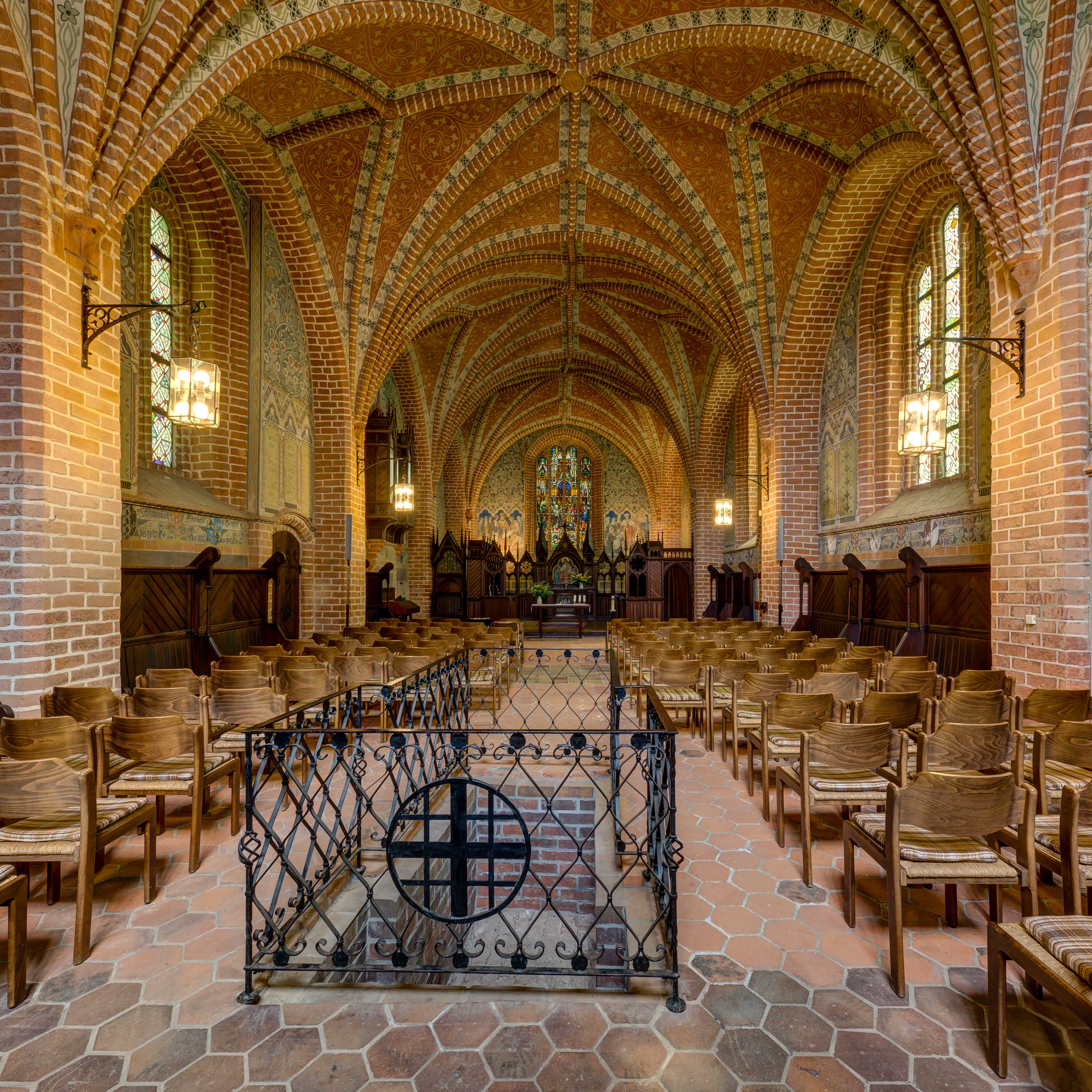
Chapelle du monastère
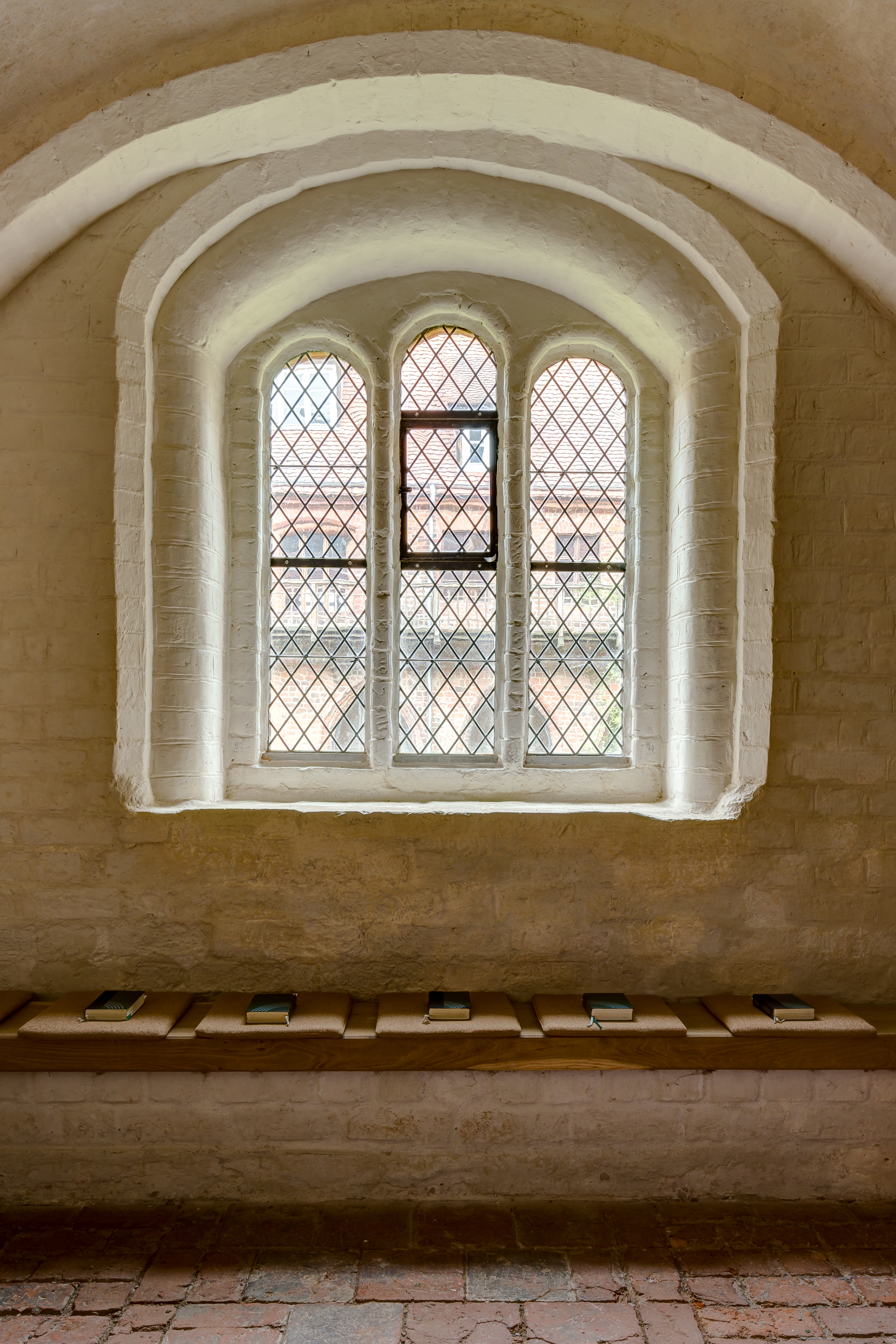
Dans le cloître
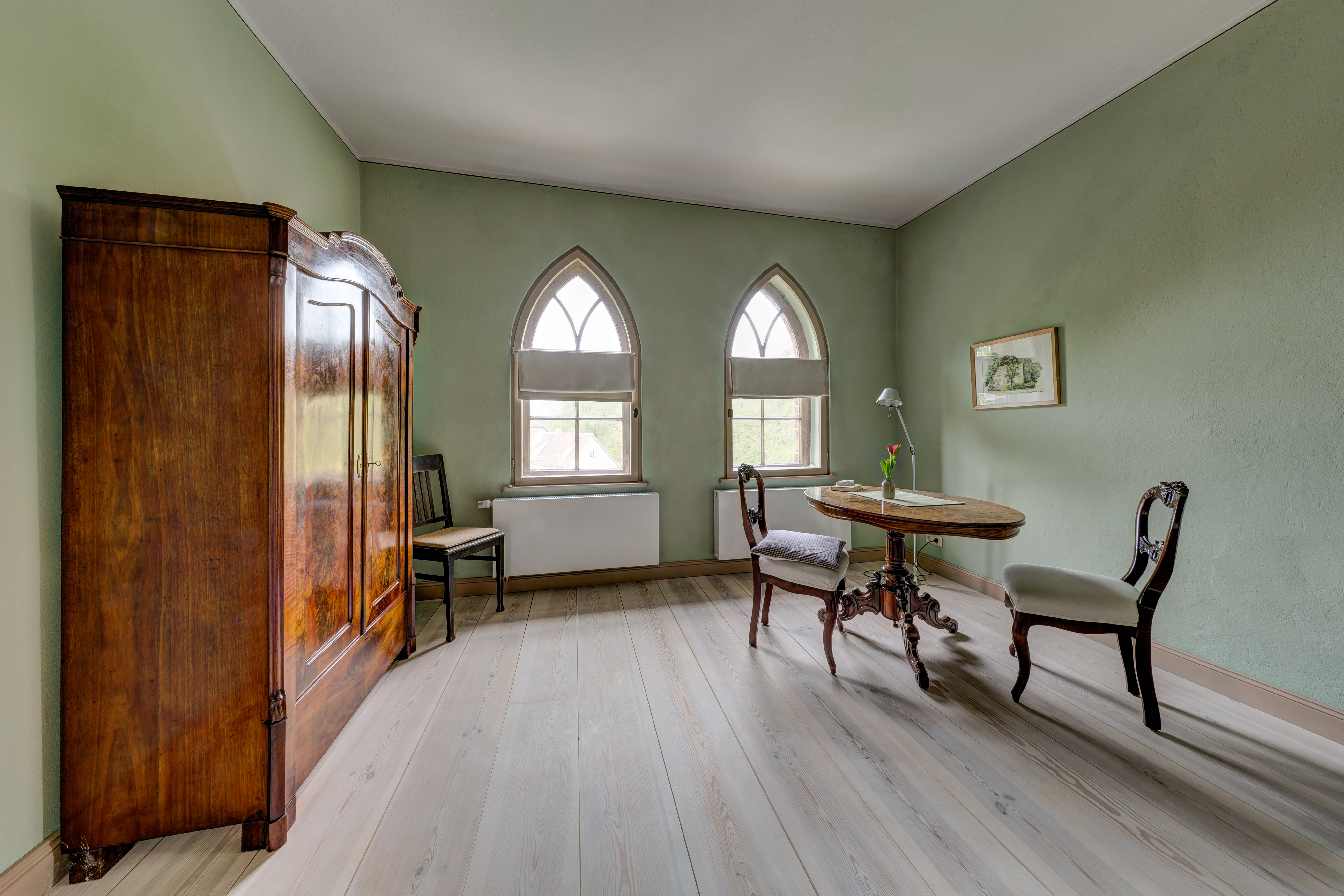
Un appartement
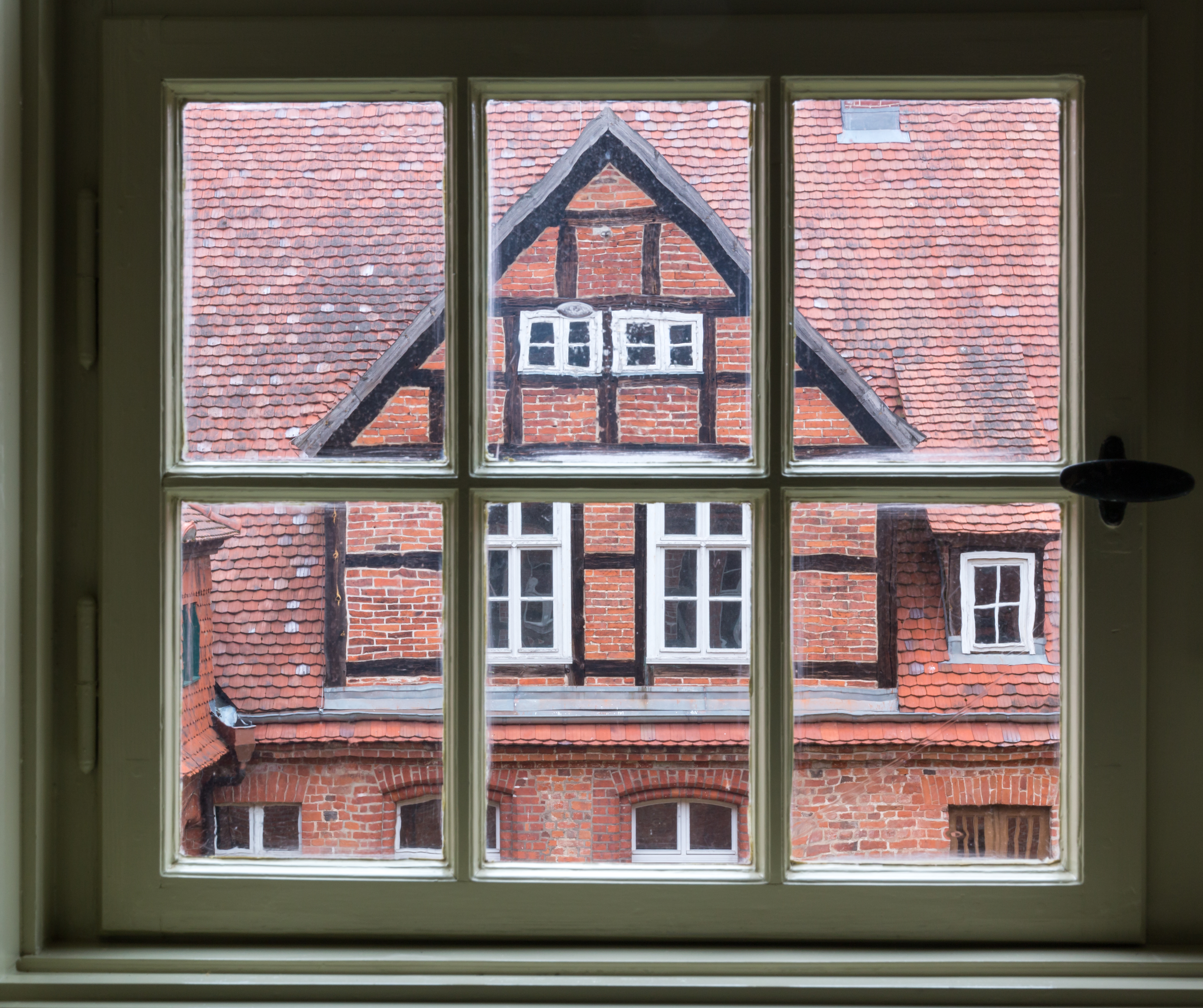
D'une fenêtre
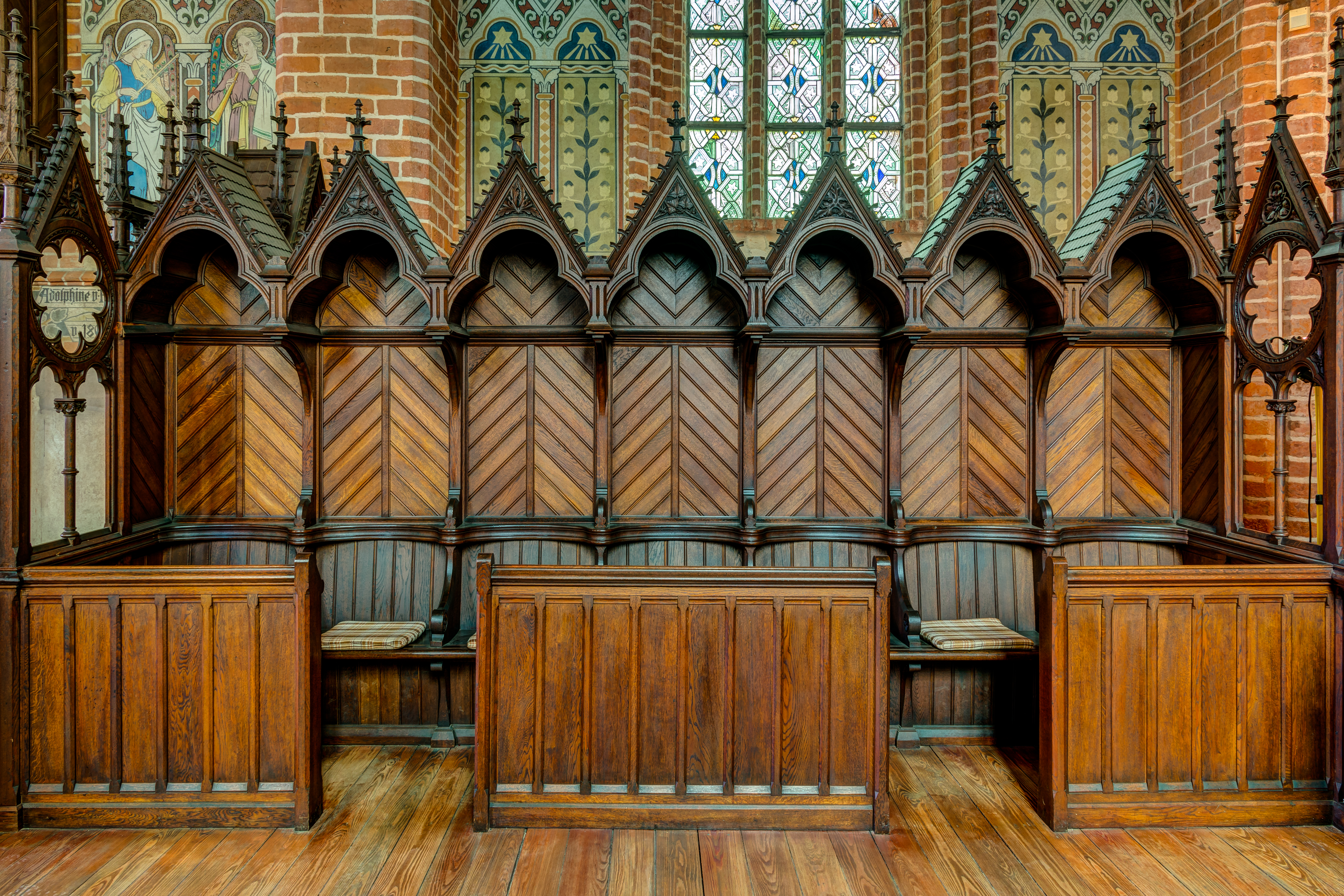
Le chœur
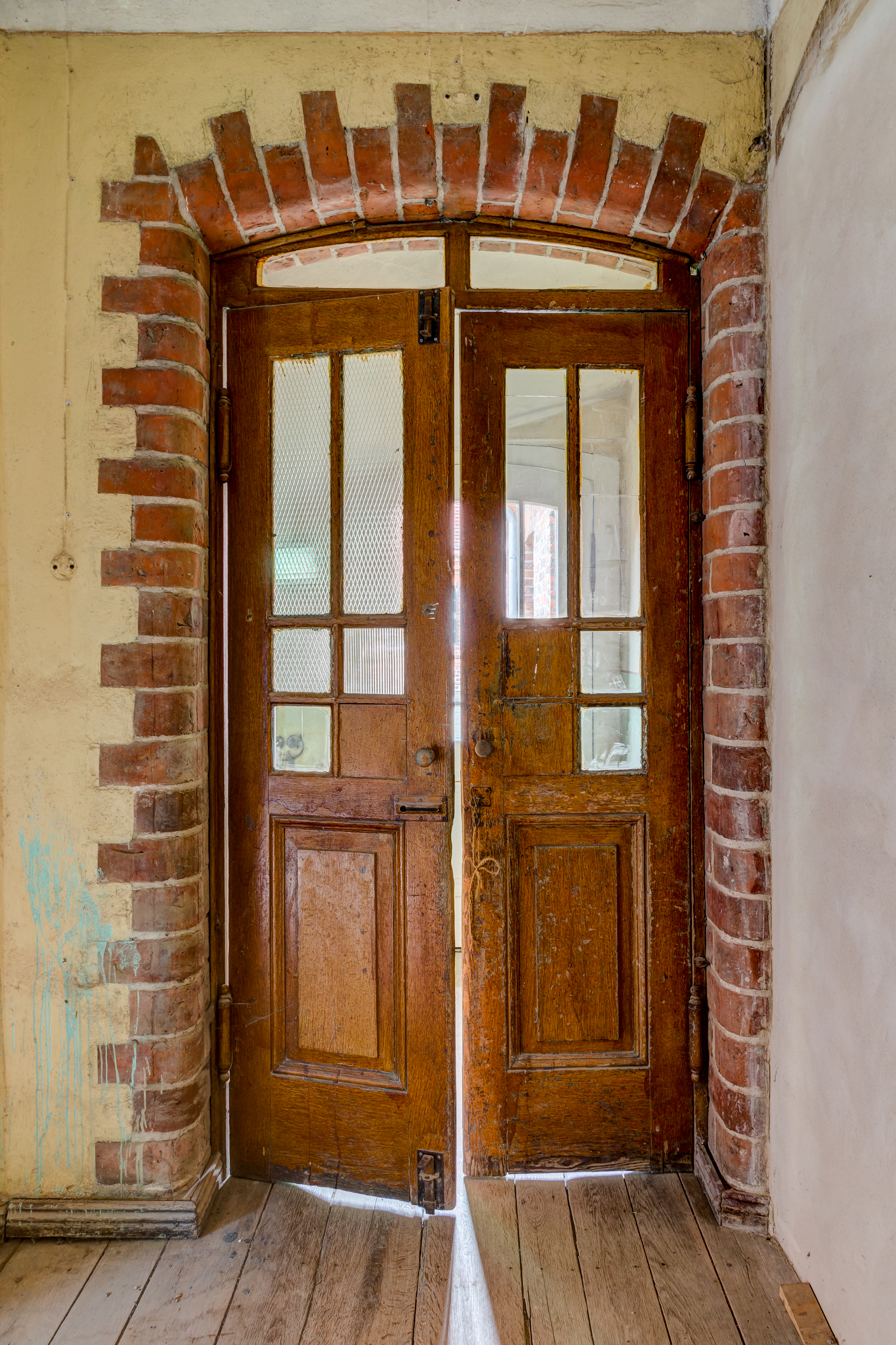
Une porte
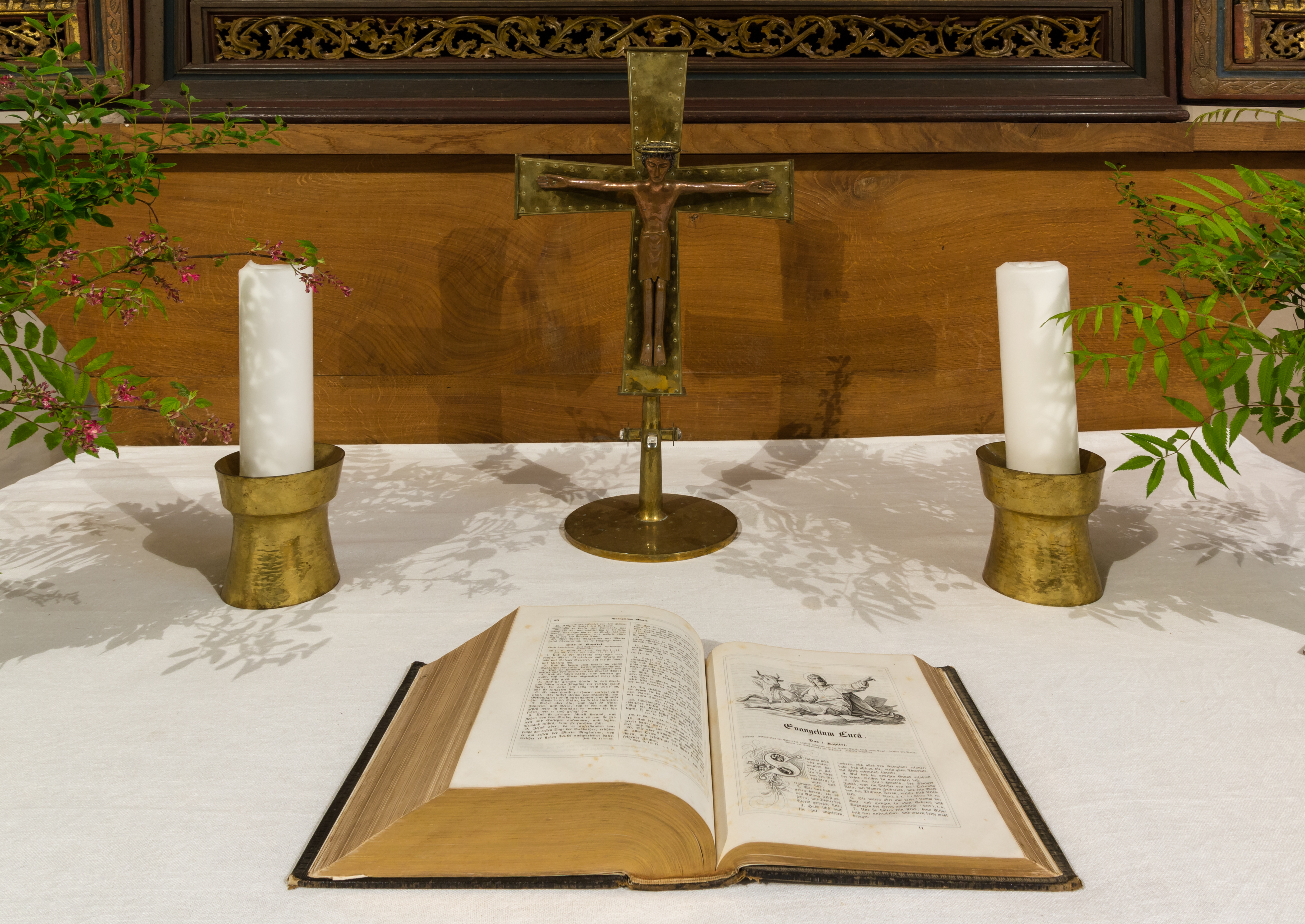
La Bible exposée dans la collégiale
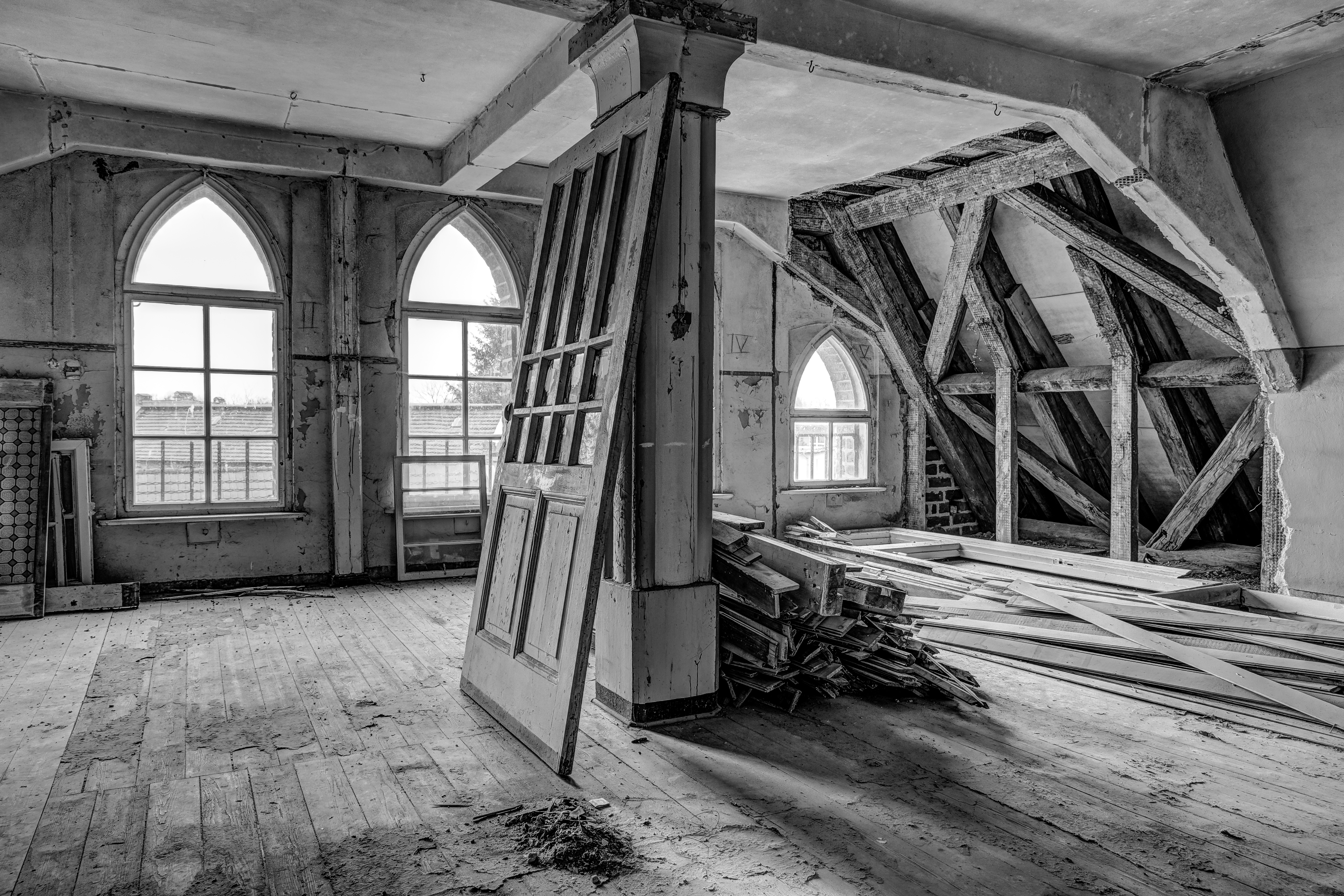
Intérieur de l'abbaye.
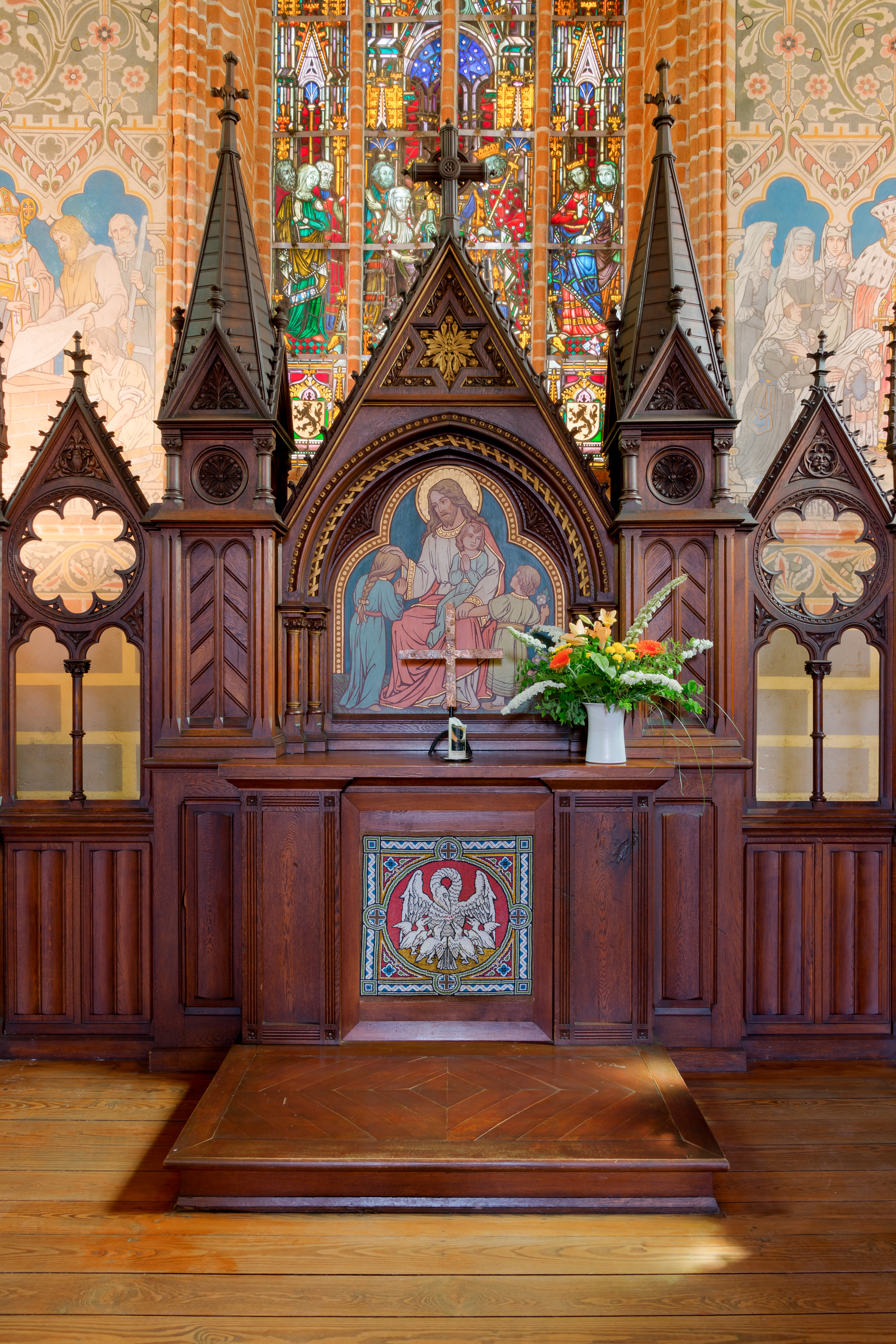
L'autel de la chapelle.
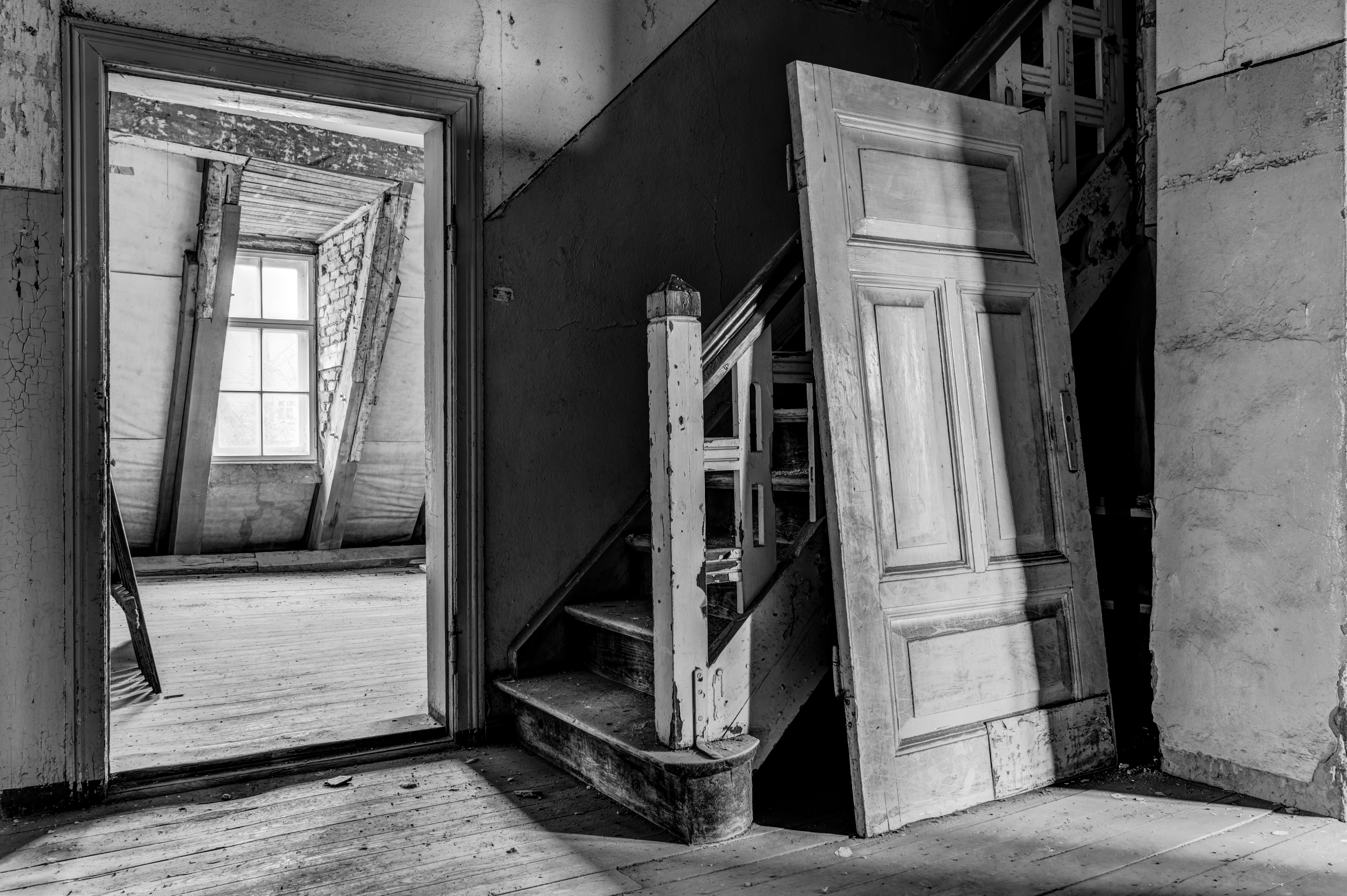
Intérieur de l'abbaye.

## Personnalités liées à la ville
- Julius von Pflugk-Harttung (1848-1919), historien né à Wernikow.